# Но Гван Чхоль
Но Гван Чхоль (род. 1956) — северокорейский военачальник. Министр обороны КНДР с 8 октября 2024 года и с 4 июня 2018 по 21 декабря 2019, член политбюро ТПК. Генерал армии.

## Биография
Но родился в 1956 году.
По итогам выборов 2003 и 2009 годов он был избран депутатом Верховного народного собрания. На Представительной конференции в сентябре 2010 года он был избран кандидатом в члены Центрального Комитета Трудовой партии Кореи. В декабре 2011 года Ким Чен Ир умер, и он был включён в состав его похоронного комитета.
В июне 2018 года он был повышен с должности первого заместителя министра до министра Народных вооружённых сил.
12 июня 2018 года Трамп и Ким Чен Ын встретились в Сингапуре. На встрече Трамп хотел пожать руку Но, который сопровождал Ким Чен Ына на встрече, но Но не пожал руку, а отдал честь Трампу. После того как Трамп замешкался, он отдал ему честь, и они пожали друг другу руки. Поскольку США и Северная Корея формально всё ещё находятся в состоянии войны, приветствие Трампа вызвало споры и критику в его адрес в Соединённых Штатах</link>.
21 декабря 2019 года его сменил Ким Чен Гван. С 12 апреля 2019 по 12 апреля 2020 года он занимал должность члена Государственного совета КНДР. Сообщается, что после увольнения с поста министра Но возглавлял научно-исследовательский институт при Генеральном штабе Корейской народной армии и был замечен на заседаниях, в том числе на расширенных заседаниях Центральной военной комиссии ТПК.
8 октября 2024 года на 11-й сессии Верховного народного собрания 14-го созыва Но Гван Чхоль был повторно назначен министром обороны.

## Награды и звания
|  |  |  |
|  |  |  |
|  |  |  |
|  |  |  |
|  |  |  |
|  |  |  |
|  |  |  |
|  |  |  |